# Carlingford Lough
Carlingford Lough (en irlandés: Loch Cairlinn, Cairlinn es una forma abreviada de Cathair Linn literalmente traducida como «Ciudad del charco») es un lough marino o ensenada que forma parte de la frontera internacional entre Irlanda del Norte al norte y la República de Irlanda al sur. En su ángulo interior extremo (la esquina noroeste) es alimentado por el río Newry y el canal Newry, que lo une con la cercana ciudad de Newry (el canal sigue adelante hacia el río Bann y Lough Neagh; el río, bajo el nombre de río Clanrye, gira alrededor del condado de Down).
En el lado septentrional, en el condado de Down, están las ciudades costeras de Warrenpoint y Rostrevor, por detrás los montes Mourne. En la costa meridional están Omeath, Carlingford y Greenore y por detrás los montes Cooley, todos en la península de Cooley en el condado de Louth.
Carlingford Lough es un lugar popular para la navegación. Cruceros por el lough son actualmente un rasgo regular en el Lough durante los meses de verano. El sitio Ramsar Carlingford Lough (humedales de importancia internacional protegido por la Convención Ramsar), es una zona de 830,51 hectáreas, con latitud 54º 03' 00 N y longitud 06º 07' 00 W. Fue elegido un lugar Ramsar el 9 de marzo de 1998. Es un lugar transfronterizo. La orilla septentrional está en Irlanda del Norte e incluye las marisma más significativas en el lough, y una superficie de marisma de agua salobre. La orilla meridional está en la República de Irlanda. 